# Caenotropus schizodon
Caenotropus schizodon är en fiskart som beskrevs av Scharcansky och Lucena 2007. Caenotropus schizodon ingår i släktet Caenotropus och familjen Chilodontidae. Inga underarter finns listade.